# Ljubezenski trikotnik
Ljubezenski trikotnik je ljubezensko razmerje, ki vključuje tri ljudi. Razmerja med njimi so lahko ljubezenska, prijateljska, sorodstvena (pogosto je vključen odnos brat-sestra), sovražna (med tekmeci), heteroseksualna, biseksualna in homoseksualna.

## Zgodovina in definicija
Že Homerjeva Iliada pripoveduje o vojni, ki izbruhne zaradi Menelajeve žene Helene, ki jo ugrabi ljubimec Paris. V dobi viteštva so bila prototipna ljubezenska razmerja med vitezi in njihovimi damami, kjer so bili vitezi razpeti med ljubeznijo do svoje ljube in zvestobo do svojega kralja. Flaubertova Gospa Bovary in Tolstojeva Ana Karenina
v fabulo vpletata temo ljubezenskega trikotnika. Tudi zunaj literature obstaja fascinacija z ljubezenskimi trikotniki: zgodba princese Diane in oglaševane afere predsednikov Eisenhowerja, Kennedyja in Clintona. 
Termin ljubezenski trikotnik skoraj vedno pomeni, da je dogovor neprimeren za eno ali več vpletenih oseb, saj se na koncu eden izmed udeležencev navadno počuti izdanega. Pogoste teme, ki jih v ljubezenskem trikotniku srečamo, so ljubosumje, neuslišana ljubezen in zakonolom. Ljubezenski trikotnik lahko pripelje tudi do umora ali samomora, ki ga povzroči zavrnjeni udeleženec, vendar so tovrstni konci redki - bolj pogosto se trikotnik namreč razplete z ljubezenskim priznanjem protagonista tistemu kandidatu, za katerega meni, da je najbolj uspešen in vzbudi v njem največ zanimanja. Drugi tekmec se s porazom običajno sprijazni in stopi na stran z namenom omogočiti paru srečno življenje.

## Tipi ljubezenskih trikotnikov
V običajnem ljubezenskem trikotniku je glavni junak razpet med dve izrazito kontrastni osebi  – ena izmed oseb je prijazen in dober človek, druga pa je fizično privlačna, vendar potencialno nevarna oseba. Druga možnost je, da protagonist izbira med navidezno popolnim ljubimcem in nepopolno, vendar ljubeznivo osebo. V tem primeru se pogosto izkaže, da ima »popolna oseba« v resnici veliko skritih napak, to pa povzroči, da drugi kandidat postane bolj zaželen partner.
Ljubezenski trikotnik je lahko relativno uravnotežen. To pomeni, da imata oba kandidata enako dobre možnosti, da srečno končata s protagonistom. Drugi tip ljubezenskega trikotnika pa je enostranski ljubezenski trikotnik, v katerem protagonist goji očiten romantični interes za enega izmed kandidatov. Drugega kandidata vidi le kot prijatelja, vendar mu tega ne razkrije, saj mu ne želi povzročiti bolečine.

## Podobni pojmi

### Poliamorija
Poliamorija (angleško polyamory) je termin, ki je sestavljen iz grške besede poli (več) in latinske besede amor (ljubezen), torej sposobnost ljubiti več kot enega partnerja. Ljubezen se lahko izrazi seksualno, lahko pa tudi le čustveno ali duhovno in seveda v različnih kombinacijah vseh teh treh izrazov. Leta 1997 si je Ray Dillinger kot simbol poliamorije zamislil pisano papigo – gre za ironijo, saj so papige sicer znane po monogamiji.

### Trojka
Trojka (francosko ménage à trois) je tristranski odnos, v katerem so vsi člani romantično povezani  med seboj in niso v sporu glede ene osebe. Tovrstna konstelacija je torej sprejemljiva za vse tri strani. Gre za tip poliamorije.

### Ljubezenski četverokotnik
Ljubezenski četverokotnik (angleško love rectangle) opisuje ljubezensko razmerje med štirimi ljudmi. Razmerja med udeleženci niso nujno seksualna, lahko so npr. prijateljska, družinska ipd. Koncept ljubezenskega četverokotnika je izredno priljubljen v raznih televizijskih serijah, npr. Skrivnostni otok, Prava kri, Glee, Oh, ta sedemdeseta itd. V principu se pridevnik ljubezenski uporablja tudi z drugimi oblikami – npr. ljubezenski peterokotnik ali ljubezenski šesterokotnik.

## Ljubezenski trikotnik v ljubezenskem romanu
Ljubezenski trikotnik je ena najbolj pogostih postavitev oseb v ljubezenskem romanu. Osnovno razmerje v ljubezenskem trikotniku takega romana je 2 ženski in 1 moški. Tako razmerje se zdi razumljivo, saj so ljubezenske romane pisale predvsem ženske. Ker je bila tudi glavna oseba romana ženska in ker je veliko večino bralcev predstavljala ženska populacija, so avtorica, bralka in glavna oseba tvorile identifikacijsko enoto. Neodvisna, spolno privlačna in drzna tekmica glavne junakinje v trikotniku predstavlja strah protagonistke/pisateljice/bralke pred možnostjo, da potrjeno ljubezensko zvezo razbije spolno ustreznejša konkurentka. Zaradi negativne rivalke protagonistka/pisateljica/bralka podvomi v svojo spolno ustreznost, tekmičin poraz pa ji ponovno povrne samozavest - kljub zvitosti in lepoti si moškega ni uspela pridobiti.

## Ljubezenski trikotniki v poznanih delih svetovne in slovenske književnosti
- Homer: Iliada
- D. H. Lawrence: Ljubimec lady Chatterly
- E. Brontë: Viharni vrh
- J. Austen: Prevzetnost in pristranost
- G. Flaubert: Gospa Bovary
- L. N. Tolstoj: Ana Karenina
- F. G. Lorca: Krvava svatba
- S. Meyer: Somrak

- Josip Jurčič, Deseti brat, Hči mestnega sodnika, Lepa Vida
- Jakob Sket, Miklova Zala
- Pavlina Pajk, Dušne borbe, Slučaji usode
- Miroslav Malovrh, Strahovalci dveh kron, Na devinski skali
- Alojz Kraigher: Kontrolor Škrobar
- France Bevk: Bridka ljubezen
- Janko Kersnik: Ciklamen; Agitator; Jara gospoda
- Ivan Tavčar: Janez Sonce; Visoška kronika
- Vladimir Levstik, Zapiski Tine Gramontove
- Prežihov Voranc: Ljubezen na odoru
- Jože Pahor, Serenissima, Matija Gorjan
- Fran Saleški Finžgar: Dekla Ančka, Strici, Boji
- Mira Mihelič, April
- Rudi Šeligo, Triptih Agate Schwarzkobler
- Vladimir Kavčič, Somrak
- Drago Jančar: Katarina, pav in jezuit

## Ljubezenski trikotnik v slovenski književnosti
V slovenskem ženskem romanu 19. stoletja je število ljubezenskih trikotnikov tipa m-ž-m enako tipu ž-m-ž, v žanru kmečke povesti pa je ljubezenskih trikotnikov z dvema moškima več, in to po zaslugi rivalskih razmerij med obema moškima; ženskega rivalstva v tem žanru skoraj ni. Ljubezensko izbiranje primernejšega partnerja je v obeh tipih ljubezenskega trikotnika enakovredno zastopano. Največ ljubezenskih trikotnikov je nakopičil Miroslav Malovrh v romanu Na devinski skali: Junaka Jurija Devinskega hoče kar šest žensk, on pa ljubezen vrača samo dvema. Sicer ima Malovrh ljubezenskih trikotnikov z dvema moškima štirikrat več kot onih z dvema ženskama. Glede na dejstvo, da je moških v prozi v splošnem več kot žensk (65 % : 45 % v sodobni prozi, do 1950 pa približno 70 % : 30 %), je ljubezenski trikotnik z dvema moškima tudi bolj predvidljiv.